# Lernarot
Lernarot – wieś w Armenii, w prowincji Aragacotn. W 2011 roku liczyła 308 mieszkańców.